# Сантанхель, Луис де

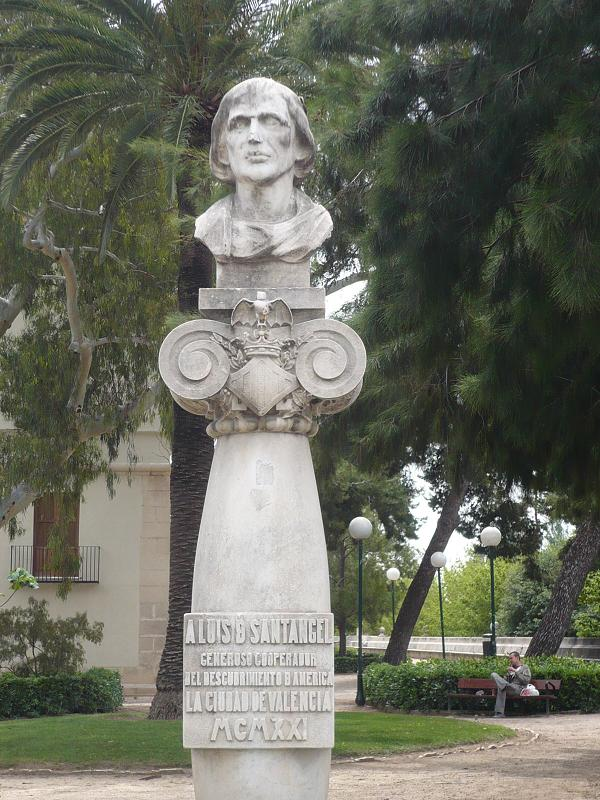
Бюст Луиса де Сантанхеля на проспекте в Валенсии

Луис Асариас де Сантанхель или Луис де Сантандер (исп. Luis de Santángel; 1435 или около 1435, Валенсия — 1498, Алькала-де-Энарес) — министр финансов и казначей короля Испании Фердинанда II, учёный юрист и крещёный еврей. Убедил королеву Изабеллу I оказать финансовую поддержку Христофору Колумбу в его путешествии в 1492 году. В дальнейшем служил посредником в официальной переписке между католическими королями и Колумбом. Был любимым советником Фердинанда, за что тот избавил его семью от преследований инквизиции.

## Биография
Дата рождения Луиса неизвестна. Он родился в Валенсии и в дальнейшем крестился под влиянием проповедей Викентия Феррера. Вскоре он был назначен судьей в столице Арагона Сарагосе.

### Финансирование путешествия Колумба
В 1486 году, план Христофора Колумба был представлен королю Фердинанду и королеве Изабелле, и после обсуждения с советниками и учёными, монархи отказались от него. Чтобы удержать Колумба в Испании и чтобы тот не обратился со своей идеей к другому монарху, Фердинанд и Изабелла предложили ему «выкуп» в размере 12 тысяч мараведи, и в 1489 году Колумбу был предоставлен документ, обеспечивавший ему пропитание и проживание во всех городах Испании.
Когда Христофор Колумб устал от такого обращения со стороны испанской короны, он начал предпринимать меры для переезда во Францию ко двору короля Карла VIII в январе 1492 года. Именно в этот момент в ситуацию вмешался Луис де Сантанхель, который, после прекращения переговоров Колумба с королём, сумел привлечь к предприятию Колумба королеву Изабеллу. Королеве понравилась перспектива распространения христианства в Азии в случае удачного путешествия Колумба.
Согласно книге «Испанские конкистадоры», «постепенно, Колумб заручился поддержкой других сановников, в частности Сантанхеля, валенсийца еврейского происхождения, казначея эрмандады, бухгалтера королевского дома, тесно контактировавшего с королевой. Сантанхель также послужил Фердинанду во многих финансовых предприятиях.»
Сантанхель обеспечил большую часть финансирования путешествия Колумба, жертвуя множество средств из собственного кармана (беспроцентная ссуда в 5 миллионов мараведи). Это было сделано для того, чтобы не вынуждать королеву закладывать драгоценности из короны. Однако другой источник утверждает, что Сантанхель, наоборот, мало что выделял из собственного капитала, зато много брал из королевской казны. Сантанхель составил убедительный проект экспедиции с тщательно проработанными расчетами, что позволило Колумбу представить монархам финансово жизнеспособный
план.
Письмо Колумба о первом путешествии было адресовано именно Луису де Сантанхелю, который первый узнал об открытиях великого мореплавателя.

## Семья
Семья Сантанхеля была подвергнута преследованиям со стороны Святой инквизиции. Его старший двоюродный брат (причём полный тёзка) был обезглавлен инквизиторами.
В течение всей своей жизни король Фердинанд сохранил дружественные чувства к своему любимому советнику. Высшим знаком внимания его к Сантанхелю было освобождение детей и внуков того от обвинения в отступничестве, воспрещавшее всякое преследование их инквизицией за религиозные верования. Это было закреплено в королевском указе 30 мая 1497 года.
Один из потомков Сантанхеля, купец в Сарагосе, участвовал в заговоре маранов против инквизитора Педро Арбуэса и в 1487 году был сожжён в Сарагосе; другой член этой семьи был возведен в степень королевского советника, но за присоединение к иудаизму он погиб на костре в 1491 году.

## В культуре
- Луис де Сантанхель появляется в компьютерной игре Assassin's Creed II: Discovery в качестве союзника главного героя[6].
- Он также показан в фильме «1492: Завоевание рая», где его роль исполняет Фрэнк Ланджелла.
- Более подробно образ Сантанхеля показан в сериале «Изабелла» 2012 года.